# Skopcy
Skopcy (rzezańcy, ros. скопцы tzn. kastraci, zwani też „białymi gołębiami”) – ruch religijny (grupa wyznaniowa) w Rosji, powstały w łonie bezpopowców i prawosławia, uważający ascezę i kastrację lub surową wstrzemięźliwość płciową za warunek zbawienia.

## Powstanie
W związku z licznymi niepokojami społecznymi i religijnymi, które targały Rosją w XVIII wieku zaczęły powstawać tam liczne nowe ruchy religijne o charakterze apokaliptycznym i ascetycznym. Jednym z takich ruchów była założona w 1771 roku w guberni orłowskiej przez chłysta Kondratija Seliwanowa (według innych źródeł Andrieja Seliwanowa) sekta skopców. Głosiła ona na terenie całej Rosji, iż grzechem pierworodnym ludzkości jest pożądanie i stosunek seksualny. Jedyną ucieczką przed nim było oczyszczenie (wybielenie, chrzest ognia), czyli kastracja. Gdy liczba wybielonych osiągnie 144 tys. nastąpi millenium panowania Chrystusa. Biblijną podstawą praktyki skopców była Ewangelia Mateusza 19,12: „Bo są bezpłodni [bądź bezżenni], którzy z łona matki tacy się narodzili; i są bezpłodni, których ludzie takimi uczynili; a są także bezpłodni, którzy ze względu na królestwo niebieskie sami zostali bezżennymi”.

## Chrzest ognia
Wyróżniano dwa rodzaje kastracji:
- „mała pieczęć”
  - dla mężczyzn ucięcie nożem jąder

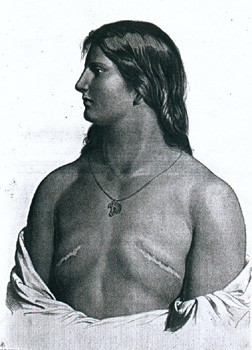
„Wielka pieczęć”, czyli obcięcie piersi u kobiety miało skopcom gwarantować w niebie rangę archanioła

  - dla kobiet przypalenie żelazem sutków (lub w wersji skrajnej obcięcie całych piersi)
- „carska” albo „wielka pieczęć”
  - dla mężczyzn usunięcie nożem bądź siekierą jąder i członka
  - dla kobiet przypalenie bądź obcięcie piersi oraz wycięcie warg sromowych większych (często także warg sromowych mniejszych) i łechtaczki

Mała pieczęć miała gwarantować w niebie rangę anioła, a wielka – archanioła. Rytuały nadawania pieczęci odbywały się w sobotnie noce w tajemnicy w ustronnym miejscu. „Liturgii” przewodził tzw. prorok (lub apostoł), czyli osoba, która namówiła wcześniej co najmniej 12 osób do kastracji. Według danych policyjnych przypadkowych obserwatorów kastrowano, bądź przywiązywano do krzyża i kastrowano. Jeżeli pominąć te praktyki, obrządki skopców przypominały radienija chłystów – aczkolwiek skopcy uważali chłystów za „Stary Izrael”.

## Historia
Skopcy zostali odkryci przez administrację w 1774 roku, a większość z nich została aresztowana. Seliwanow uciekł, ale już rok później na kilka lat został aresztowany. Później ruch nie był zwalczany, choć w 1797 roku car Paweł I nakazał umieścić Seliwanowa po jego przybyciu do Moskwy w przytułku dla umysłowo chorych. Po śmierci Pawła I nastał „złoty wiek” sekty – była tolerowana przez władze, co wynikało z fascynacji cara Aleksandra I ich gorliwością religijną. Ich protektorką na dworze była wpływowa baronowa Krudner, która uważała Seliwanowa za świętego i proroka. Dzięki niej opuścił on w 1801 przytułek. Car wbrew bardzo silnemu oporowi oficjalnej Cerkwi nadał im specjalny status fiskalny oraz przekazał znaczny majątek i kilka klasztorów. Na polecenie władcy minister Aleksy Jelański zbudował dla Seliwanowa luksusowy „Dom Boży”, nazywany przez wyznawców Nowym Jeruzalem. Z carskiego skarbca napływały duże fundusze na nawracanie na nową wiarę. Wprowadzono prawo ułatwiające ściganie apostatów z sekty nawet za granicą. W grupie popularne stały się poglądy, że Seliwanow jest „Nowym Chrystusem” i cudownie ocalałym carem Piotrem III. Jednak jeszcze za życia Aleksandra I (w 1819 roku) zakazano dokonywać kastracji, uwięziono Seliwanowa  (w 1820) w klasztorze w Suzdalu i zakazano mianowania skopców na stanowiska urzędowe.
Po śmierci cara Aleksandra I do władzy doszedł ich zagorzały przeciwnik – Mikołaj I i skopcy zostali poddani surowym represjom: karze śmierci, przymusowej zmianie wyznania, wysiedleniom na Kaukaz. Prześladowania zmusiły skopców do emigracji na Bałkany i do Turcji. Władze obawiały się ich silnych wpływów w armii i dbały o przyrost naturalny. Seliwanow (który w tym czasie zaczął twierdzić, że jest nieśmiertelny) w 1832 roku zmarł w klasztorze, ale jego zwolennicy twierdzili, że wkrótce powróci jako wszechwładny car Rosji i naznaczy pieczęcią wszystkich ludzi na całym świecie.
Po kastracji większość wyznawców żyła w surowej ascezie. Po śmierci Seliwanowa nastąpiła reforma. Większa część grupy (tzw. nowoskopcy) zmieniła zasady – dozwolono wyznawcom na posiadanie dwojga dzieci przed aktem nadania pieczęci. Nie wszyscy uznali te zmiany, ale również pojawiły się grupy u których reforma była radykalniejsza. Niektórzy pozwalali swoim żonom na stosunki seksualne z innymi mężczyznami, a najbardziej radykalni zażywali rozkoszy cielesnych bez żadnego umiaru do czasu kastracji (która miała ich oczyścić). Większość skopców szczególnym szacunkiem darzyła Maryję, którą nazywali księgą żywota. Ruch silnie rozprzestrzenił się na Bałkanach, gdzie przyjmowały go całe cechy i grupy zawodowe (szczególnie murarze i stolarze).
Skopcy wierzyli, że genitalia wyrosły na ciele pierwszych rodziców jako kara za grzech pierworodny. Pierwoobrazem kastracji było żydowskie obrzezanie. Dar wyzwolenia od pożądliwości przyniósł na ziemię Jezus Chrystus, który przyjął „pieczęć” od Jana Chrzciciela, a podczas Ostatniej Wieczerzy dokonał obrzędu na apostołach (tylko Judasz nie przyjął „pieczęci” i ożenił się). Zbawiciel przyszedł na ziemię w osobie Seliwanowa, aby ponownie głosić chrzest ognia.

## Czasy Babaniny
Również w samej Rosji grupa intensywnie się rozwijała, w latach 60. XIX wieku jednym z jej głównych ośrodków były obszary nad Morzem Azowskim. Działała tam chłopska prorokini Babanina, która ogłosiła się nową Bogurodzicą. Miała ona czynić cuda i potrafić porozumiewać się ze zmarłymi, którzy poprzez nią rozmawiali ze swymi bliskimi. Wierzono, że leczy spojrzeniem i dotykiem. W trakcie nabożeństwa wyznawców sekty rozbierano ją do naga, dotykano i całowano po całym ciele. Wierni modlili się, aby jak najszybciej urodziła nowego Chrystusa. Miał on zbawić świat, a skopcy dzięki spożywaniu jego ciała przez rok mieli zostać zbawieni. W 1865 roku zesłano ją wraz z większością wiernych na Syberię. W tym czasie grupa zaczęła coraz bardziej wierzyć w magię i uczestniczyć w magicznych obrzędach.

## Procesy
Po roku 1869, kiedy wykryto antyrządowy spisek skopców (być może była to prowokacja policyjna), nasiliły się prześladowania i zesłania. Przez Rosję przetoczyła się fala procesów, w których ujawniono (większość zarzutów była prawdopodobnie fałszywa) wiele dziwnych rytuałów sekty. Najdziwniejszym z nich miało być zabijanie ośmiodniowych chłopców (ich matki pełniły w liturgii role „świętych dziewic”), którym rzekomo przebijano serce (parafrazowało to śmierć Jezusa). Krew zabitych miano wypijać jako komunię, a fragmenty wysuszonego ciała dodawać do chleba, który później (często w czasie Wielkanocy) spożywano.
Jednak poważniejszym zagrożeniem dla skopców była oczywistość tego, że kastracja nie jest środkiem dla moralnego doskonalenia, jak twierdził Seliwanow. Sam zabieg był okrutny i niebezpieczny. Skopcy nie tylko cierpieli z powodu fizycznych skutków kastracji (co prawda odznaczali się długowiecznością), ale także zmieniały się cechy osobowości: zaobserwowano wzmożenie egoizmu, skłonności do oszustw i intryg, chciwości; natomiast nie zmniejszał się popęd seksualny, choć nierealizowany często wyradzał się.
Reformatorem skopców (w 1872 roku) był Kuzma Lisin, którego zwolenników nazywano nowoskopcami. Uznali oni, że wstąpienie do sekty nie musi się wiązać z kastracją a do zbawienia wystarczy przyjąć „pieczęć” przed śmiercią. Należy jednak trzebić siebie duchowo, co oznaczało w praktyce celibat. Upadła również wiara w zbawczą misję Seliwanowa.

## Współcześnie
W późniejszym okresie prześladowany ruch podzielił się na kilkadziesiąt gałęzi. Niekiedy podaje się, że w 1914 liczył około 100 tys. wyznawców (co jest zapewne liczbą przesadzoną), jednak na skutek sowieckich prześladowań stopniowo zanikał. Obecnie istnieją niewielkie gminy skopców w Rosji, Rumunii i Serbii, nie przekraczające jednak łącznie kilku tysięcy wiernych.